# Asrik (Kelbajar)
Asrik est un village de la région de Kelbajar en Azerbaïdjan.

## Histoire
Selon la population locale, le village a été installé par quatre familles qui ont quitté le village d'Asrik Jirdakhan de la région de Tovuz. 
En 1993-2020, Asrik était sous le contrôle des forces armées arméniennes. Le 25 novembre 2020, sur la base d'un accord trilatéral entre l'Azerbaïdjan, l'Arménie et la Russie en date du 10 novembre 2020, la région de Kelbajar, y compris le village d'Asrik, a été restituée sous le contrôle de l'Azerbaïdjan. 

## Sources
Soyug boulag, Novlu boulag, Yarpizli boulag, Sari boulag, Gaynar boulag, Neftli boulag, Dach boulag, Chahnice boulaghi, Garatel boulaghi, Tourchsou, Ahangyanan boulag, etc.